# Wilbur De Paris
Wilbur De Paris (Crawfordsville, 11 januari 1900 - New York, 3 januari 1973) was een Amerikaanse jazztrombonist, componist en orkestleider van de dixielandjazz.

## Carrière
Wilbur De Paris leerde op 7-jarige leeftijd alt-hoorn spelen en speelde met de rondtrekkende band van zijn vader in vaudeville-shows. Begin jaren 1920 speelde hij voor de eerste keer in New Orleans op tournee met Mack's Merrymakers. Hij speelde toen ook bij Stuff Smith en formeerde hij in 1925 een eigen band in Philadelphia. Tijdens de jaren 1930 speelde hij onder andere bij Noble Sissle, met wie hij in 1931 voor de eerste keer naar Europa ging en met Benny Carter en Teddy Hill, met wie hij in 1937 op een Europese tournee ging. Van 1938 tot 1941 speelde hij bij Louis Armstrong, die hij nog kende uit New Orleans. In 1943 formeerde hij weer een eigen band, waarin zijn trompet spelende broer Sidney De Paris meewerkte. Tijdens de jaren 1940 speelde hij onder andere met Ella Fitzgerald en Roy Eldridge en van 1945 tot 1947 speelde hij bij Duke Ellington.
Daarna formeerde hij de New New Orleans Band, die de traditionele dixieland-jazz mengde met swing-invloeden en naar het voorbeeld van Jelly Roll Mortons Red Hot Peppers bijgeschaafde arrangementen gebruikte. Wilbur De Paris had net als zijn broer meermaals gespeeld en opgenomen met Morton en haalde ook Morton-muzikanten zoals de klarinettist Omer Simeon en de drummer Freddie Moore bij de band. Naast zijn broer speelde ook vaak Doc Cheatham als trompettist mee, die in tegenstelling tot Sidney De Paris afzag van speciale effecten bij de trompet.
Verdere bandleden waren bij tijden Zutty Singleton (drums), Don Kirkpatrick (piano) en Eddie Gibbs resp. Lee Blair (banjo). De New New Orleans Band was tijdens de jaren 1950 zeer succesvol in New York en begon eind jaren 1950 wereldwijd op tournee te gaan. In 1957 vertegenwoordigden ze de Verenigde Staten op de onafhankelijkheidsviering van Ghana en speelden ze in 1960 tijdens het eerste jazzfestival in Antibes.
Na het overlijden van zijn broer Sidney trad Wilbur incidenteel nog op. Hij is componist van de New Orleans-klassieker The Martinique.

## Overlijden
Wilbur De Paris overleed op 3 januari 1973 op bijna 73-jarige leeftijd, een week vooraf aan zijn verjaardag.
- Bibliothèque nationale de France: cb138931851 (data)
- Gemeinsame Normdatei: 174001622
- International Standard Name Identifier: 0000 0000 3294 6934
- Library of Congress Control Number: n91048667
- MusicBrainz: 327ad3f8-a453-45ed-a5d1-4a9398d6fca8
- SNAC: w67s88dn
- Système universitaire de documentation: 156479311
- Virtual International Authority File: 97145857811623020055
- WorldCat: E39PBJhH3KYCW7WFBPXgR9G4MP